# Фредерік Джордж Доннан
Фредерік Джордж Доннан (англ. Frederick George Donnan; 6 вересня 1870 — 16 грудня 1956) — англійський фізичний хімік. Основні праці присвячені вивченню розчинів і колоїдних систем. Створив теорію мембранної рівноваги (рівновага Доннана).

## Біографія
Фредерік Доннан здобув освіту в університеті Квінс в Белфасті, в Лейпцизькому і Берлінському університетах. У 1898—1901 рр. працював в університеті Квінс в Белфасті, в 1902 асистент в університетському коледжі Лондона, в 1903—1904 рр. — викладач органічної хімії коледжу Лондонського королівського товариства Дубліні. З 1904 р. професор університету Ліверпуля, в 1913—1937 рр. професор Університетського коледжу Лондона. Президент Хімічного товариства Лондона (1937—1939). Президент Британської асоціації хіміків (1940—1941). Основні праці присвячені вивченню розчинів і колоїдних систем.

## Наукові досягнення
У 1911 році створив теорію мембранної рівноваги (рівновага Доннана), експериментально перевірив адсорбційне рівняння Джозайя Гіббса. Співавтор ефекту Гіббса-Доннана.

## Нагороди
- 1911 — Фелл Лондонського королівського товариства
- 1920 — Командор Ордена Британської імперії
- 1928 — Медаль Деві

## Книги
- Donnan, F. G. (1924). The theory of membrane equilibria. Chemical Reviews, 1(1), 73-90.
- Donnan, F. G. (1995). Theory of membrane equilibria and membrane potentials in the presence of non-dialysing electrolytes. A contribution to physical-chemical physiology. Journal of Membrane Science, 100(1), 45-55.
- Donnan, F. G., & Harris, A. B. (1911). The osmotic pressure and conductivity of aqueous solutions of congo-red, and reversible membrane equilibria. Journal of the Chemical Society, Transactions, 99, 1554—1577.
- Donnan, F. G. (1928). The mystery of Life. Journal of Chemical Education, 5(12), 1558.
- Donnan, F. G. (1896). Versuche über die Beziehung zwischen der elektrolytischen Dissociation und der Lichtabsorption in Lösungen. Zeitschrift für Physikalische Chemie, 19(1), 465—488.